# 何元国
何元国（1966年—）武汉大学历史学院教授，博士生导师。

## 生平
1966年出生于湖北应城，1989年获得山东大学历史学学士，1996年获得北京大学历史学硕士，2005年获得北京师范大学历史学博士，师从刘家和先生，1996年至2014年任职于湖北大学历史文化学院。主要研究方向为世界上古史，古希腊史、古罗马史。